# War in My Mind
War in My Mind è il nono album in studio da solista della cantautrice statunitense Beth Hart, pubblicato nel 2019.

## Tracce
1. Bad Woman Blues – 3:35
2. War in My Mind – 4:22
3. Without Words in the Way – 4:36
4. Let It Grow – 4:51
5. Try a Little Harder – 3:52
6. Sister Dear – 3:34
7. Spanish Lullabies – 3:28
8. Rub Me for Luck – 4:32
9. Sugar Shack – 3:58
10. Woman Down – 5:48
11. Thankful – 4:24
12. I Need a Hero – 5:01